# Pallacanestro 3x3 ai III Giochi europei
I tornei di pallacanestro 3x3 ai III Giochi europei si sono svolti dal 21 al 24 giugno 2023 allo Stadio Józef Piłsudski di Cracovia.

## Calendario
| P | Turni preliminari | ¼ | Quarti di finale | ½ | Semifinali | B | Finale 3º posto | F | Finale 1º posto |

| Data →           | Mer 21 | Gio 22 | Ven 23 | Sab 24 | Sab 24 | Sab 24 | Sab 24 |
| ---------------- | ------ | ------ | ------ | ------ | ------ | ------ | ------ |
| Torneo maschile  | P      | P      | P      | ¼      | ½      | B      | F      |
| Torneo femminile | P      | P      | P      | ¼      | ½      | B      | F      |

## Podi
| Evento                                 | Oro                                                                                 | Argento                                                                 | Bronzo                                                                     |
| pallacanestro 3x3 maschile (dettagli)  | Lettonia Francis Lācis Kārlis Apsītis Kristaps Gludītis Zigmārs Raimo               | Belgio Thibaut Vervoort Bryan De Valck Dennis Donkor Caspar Augustijnen | Polonia Adrian Bogucki Szymon Rduch Mateusz Szlachetka Przemysław Zamojski |
| pallacanestro 3x3 femminile (dettagli) | Lituania Kamilė Nacickaitė Martyna Petrėnaitė Giedrė Paugaitė Gabrielė Gutkauskaitė | Francia Hortense Limouzin Marie Mané Anna Ngo Ndjock Myriam Djekoundade | Spagna Alba Prieto Helena Oma Cecilia Muhate Natalia Rodríguez             |

## Medagliere
| Pos.   | Paese    | Oro | Argento | Bronzo | Totale |
| ------ | -------- | --- | ------- | ------ | ------ |
| 1      | Lettonia | 1   | 0       | 0      | 1      |
| 1      | Lituania | 1   | 0       | 0      | 1      |
| 3      | Belgio   | 0   | 1       | 0      | 1      |
| 3      | Francia  | 0   | 1       | 0      | 1      |
| 3      | Polonia  | 0   | 0       | 1      | 1      |
| 3      | Spagna   | 0   | 0       | 1      | 1      |
| Totale | Totale   | 2   | 2       | 2      | 6      |